# Andie MacDowell
Rosalie Anderson "Andie" MacDowell (Gaffney, 21 de abril de 1958) é uma atriz estadunidense. É uma das atrizes mais prestigiadas dos anos 90, tendo aparecido em incontáveis filmes e séries de bilheteria e audiência rentáveis.
Ela fez sua estreia no cinema em Greystoke: The Legend of Tarzan, Lord of the Apes, antes de receber aclamação da crítica por seu papel em Sex, Lies and Videotape (1989).
Desde então, ela apareceu em vários filmes notáveis, incluindo Groundhog Day (1993) e Four Weddings e Funeral (1994). Ela também atuou em Green Card (1990), Short Cuts (1993), que lhe rendeu um prêmio Globo de Ouro Especial de Melhor Elenco em Cinema, Michael (1996) e Multiplicity (1996). De 2013 a 2015 estrelou a série dramática Cedar Cover.
Ela tem modelado para Calvin Klein e tem sido uma porta-voz da L'Oréal desde 1986, comemorando 30 anos com a empresa em 2016.

## Biografia
Andie MacDowell nasceu em Gaffney, Carolina do Sul, filha de Pauline Johnston (née Oswald), professora de música, e de Marion St. Pierre MacDowell, um executivo. Sua ascendência inclui ingleses, franceses, escoceses, irlandeses e galeses. Ela frequentou a Universidade Winthroppor por dois anos antes de se mudar para Columbia, Carolina do Sul. Foi contratada de início pela Wilhelmina Models, durante uma viagem a Los Angeles, e posteriormente pela Elite Model, de Nova York, em 1978.

## Carreira
No início dos anos 80, MacDowell modelou para a revista Vogue e apareceu em campanhas publicitárias para Yves Saint Laurent, Vassarette, perfume Armani, Sabeth-Row, Mink International, Anne Klein e Bill Blass.[carece de fontes?] Uma série de outdoors na Times Square e comerciais de televisão nacionais para Calvin Klein chamou a atenção para ela e levou a sua estreia cinematográfica de 1984 em The Legend of Tarzan, Lord of the Apes, um papel onde foi dublada em alguns momentos por Glenn Close porque seu sotaque do sul era muito explicito para ela desempenhar o papel de uma inglesa.
MacDowell estudou método de atuação com professores, além de trabalhar com o renomado treinador Harold Guskin. Quatro anos depois o diretor Steven Soderbergh lançou-a no filme independente Sexo, Mentiras e Videotape (1989). Seu desempenho lhe rendeu um Independent Spirit Award, um Prêmio da Associação de Críticos de Cinema de Los Angeles de Melhor Atriz e várias outras nomeações para prêmios e levou a uma série de papéis principais em filmes como Green Card, The Object of Beauty e Short Cuts na década de 1990.
Desde 1986 MacDowell apareceu em propagandas impressas e televisivas para a empresa cosmética L'Oréal. Nos últimos anos ela atuou principalmente na televisão e em filmes independentes.

## Vida Pessoal
MacDowell casou-se com o fazendeiro e seu ex-modelo Paul Qualley em 1986. Os dois se conheceram enquanto ambos estavam posando para anúncios Gap. Eles tiveram um filho, Justin (nascido em 1986) e duas filhas, Rainey (nascida em 1990) e Margaret Qualley (nascida em 1994). Eles se divorciaram em 1999.